# Kroenleinia
Kroenleinia — монотипный род суккулентных растений семейства Кактусовые (Cactaceae).
На 2023 год включает один вид — Kroenleinia grusonii, произрастающий в Мексике (территория от Сакатекаса до Сан-Луис-Потоси). Растение известно под названием Эхинокактус Грузона (Echinocactus grusonii), которое в данный момент сведено в синонимику вида. Вид широко культивируется.

## Названия
Родовое латинское название Kroenleinia было дано в честь Марселя Крёнлейна (Marcel Kroenlein, 1928—1994), монегаского директора Экзотического сада Монако (1969—1993).

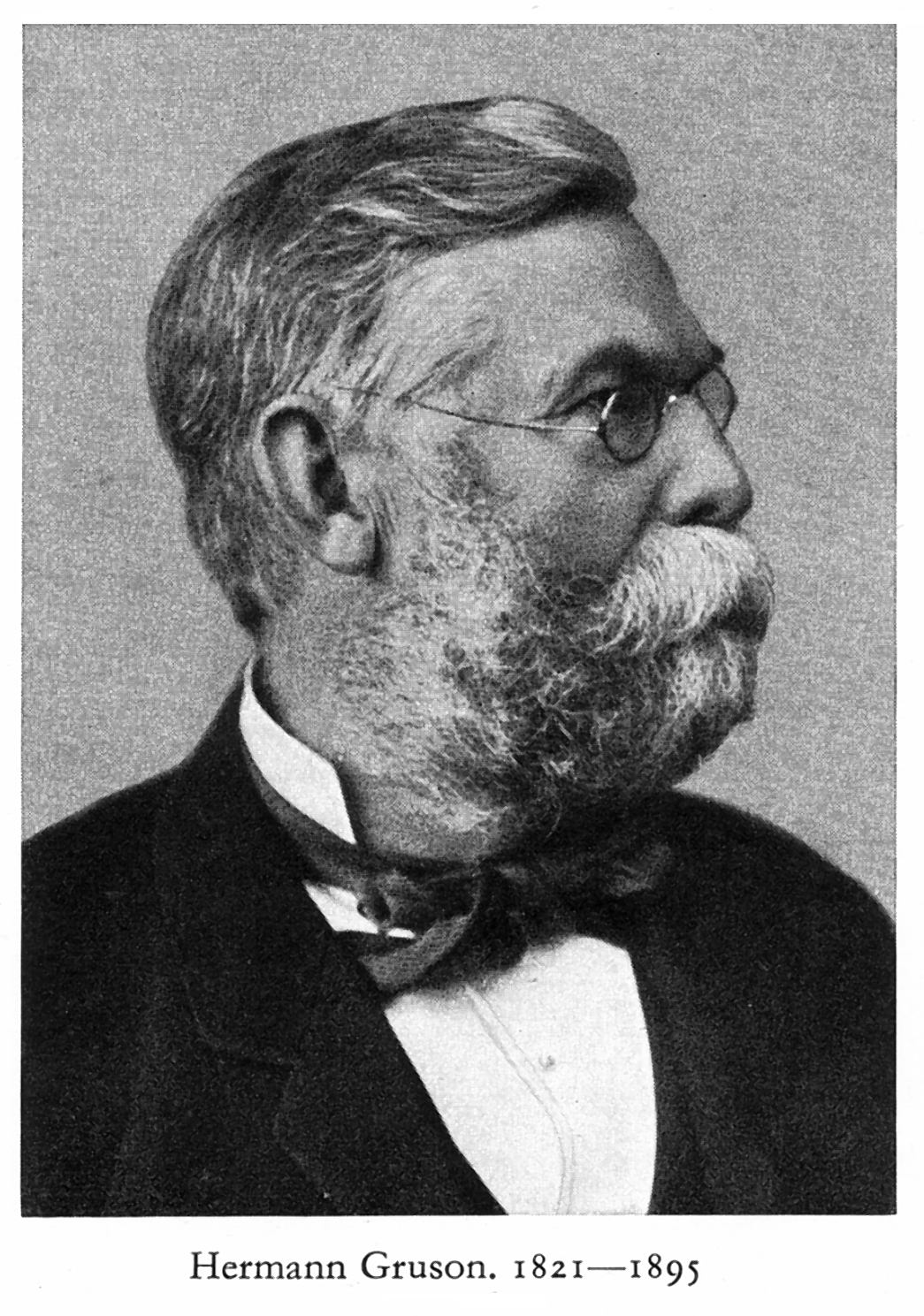
Герман Грузон

Видовой эпитет grusonii был дан в честь Германа Грузона (нем. Hermann August Jacques Gruson, 1821—1895), выдающегося немецкого изобретателя, учёного и промышленника, который был владельцем крупнейшей для своего времени коллекции кактусов в Европе; позже он подарил её городу Магдебургу.
Народные названия: «золотая бочка», «золотой шар», «тёщина подушка».

## Биологическое описание
Растение имеет светло-зелёный бочкообразный стебель, верхушка которого покрыта белым опушением. Его высота достигает 1,3 метра, а диаметр может достигать около 80 сантиметров. Стебель состоит из 30 рёбер, а ареолы вверху сливаются вместе. Количество центральных колючек составляет 4, они имеют жёлтый цвет и достигают примерно 5 сантиметров в длину. Обычно они расположены крестовидно и являются самыми мощными колючками, которые имеют поперечную бороздчатость. Радиальные колючки насчитывают от 8 до 10 штук и имеют длину около 3 сантиметров.

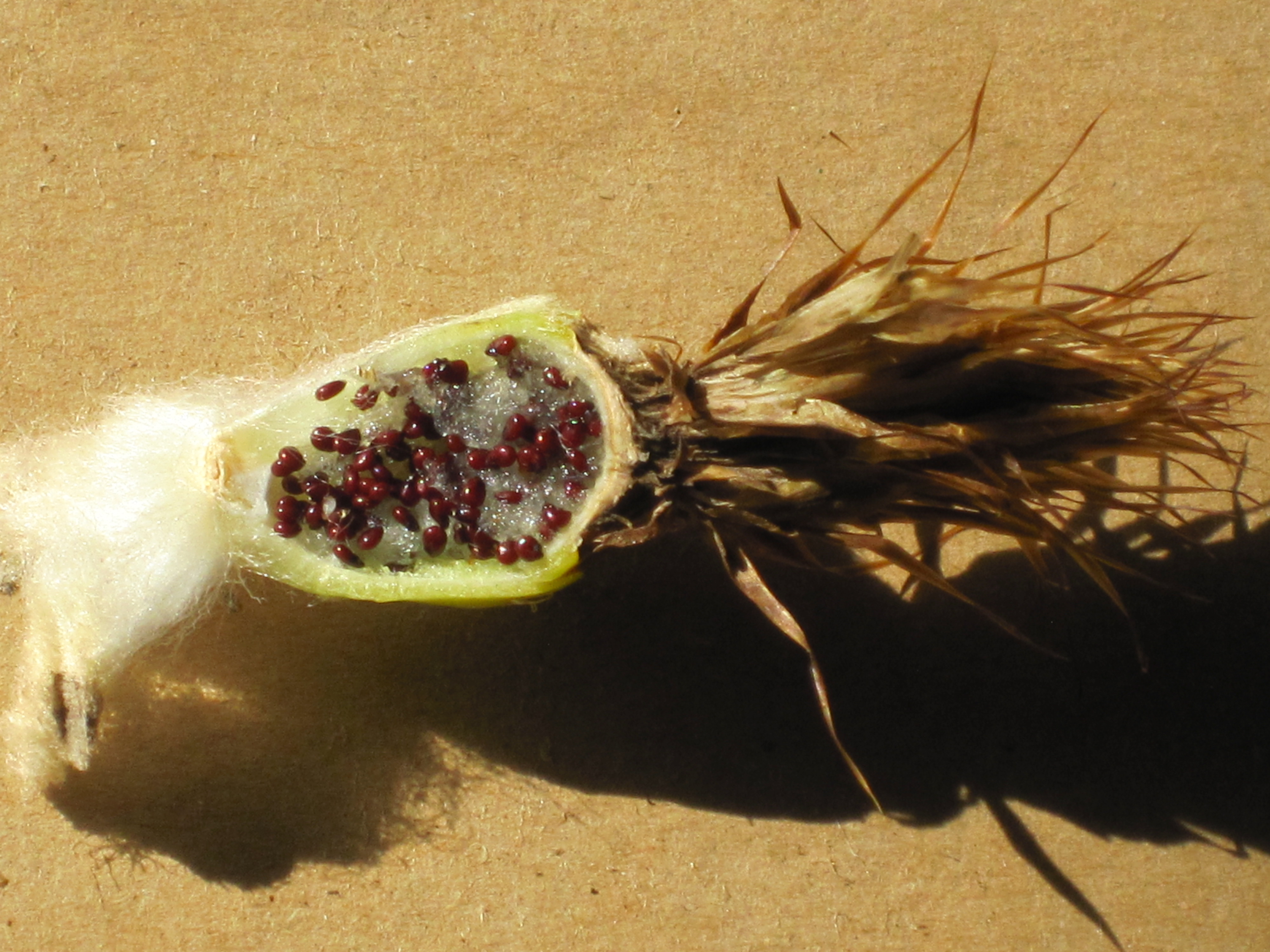
Плод с семенами крупным планом

Цветки растения с короткой войлочно опушённой цветочной трубкой, колокольчатые, их длина составляет до 6 см, а диаметр — около 5 см. Снаружи они имеют коричневатый оттенок, а внутри их окраска кадмиево-жёлтая. Плоды имеют длину около 2 сантиметров и покрыты густой шерстью. Семена — длиной около 1,5 мм.

## Распространение
Мексика — территория от Сакатекаса до Сан-Луис-Потоси.

## Культивирование
Kroenleinia grusonii — популярный в культуре вид, в том числе благодаря своим золотистым колючкам. В культуре встречается форма с белыми колючками.
Для нормального развития ему требуются прямые солнечные лучи.
Зоны морозостойкости — от 9 до 12.

## Таксономия
- Kroenleinia Lodé, первое упоминание в Int. Cact. Advent. 102: 25 (2014)[1].
- Kroenleinia grusonii (Hildm.) Lodé, первое упоминание в Int. Cact. Advent. 102: 27 (2014)[1].

### Синонимы вида
Гомотипные (основанные на одном и том же номенклатурном типе):
- Echinocactus grusonii Hildm. (1886)basionym
- Echinocereus grusonii (Hildm.) Von Zeisold (1893)
- Ferocactus grusonii (Hildm.) Guiggi (2021)

Гетеротипные (основанные на разных номенклатурных типах):
- Echinocactus corynacanthus Scheidw. (1841)
- Echinocactus galeottii Scheidw. (1841)
- Echinocereus grusonii var. azureus Von Zeisold (1893)

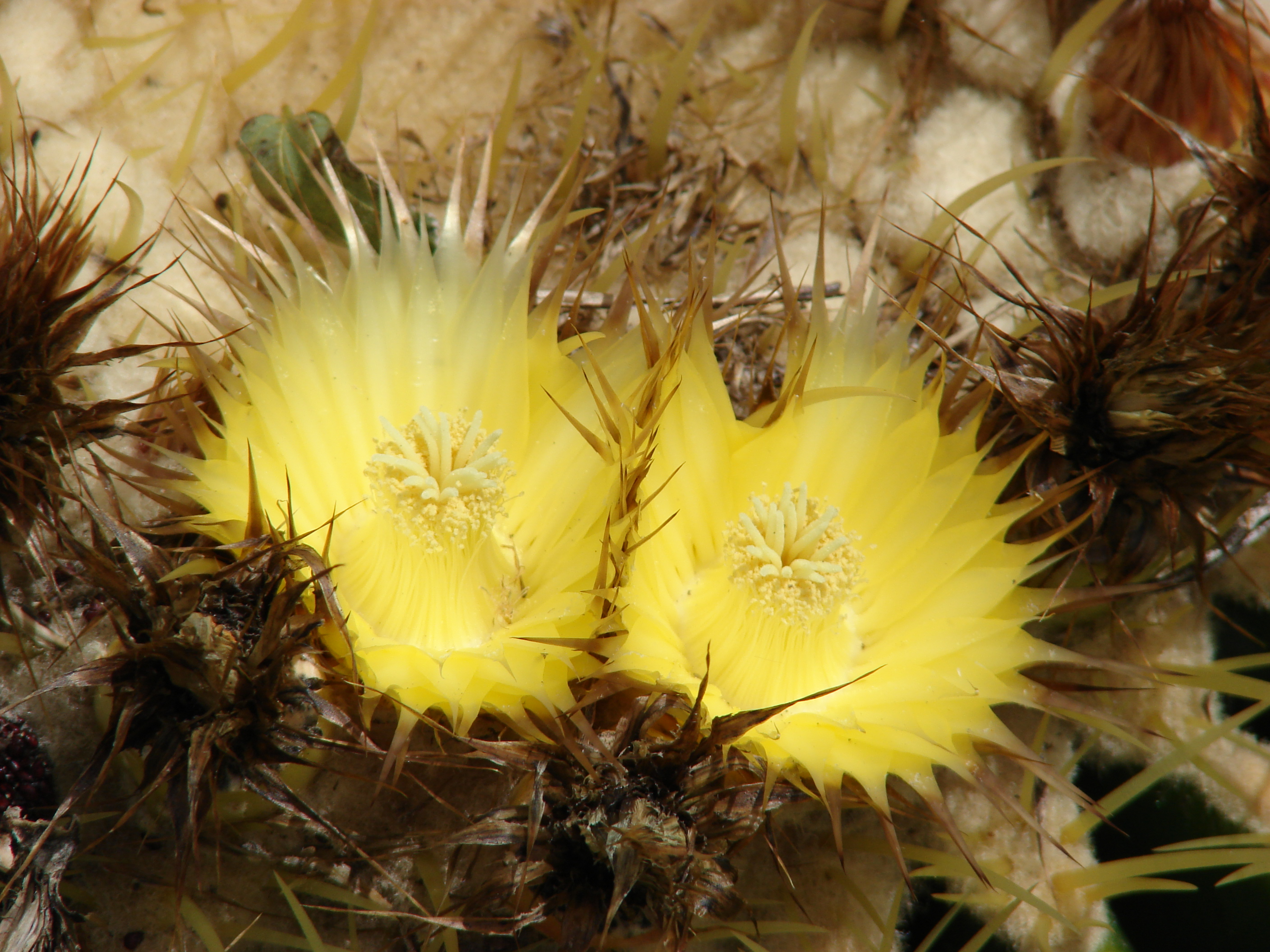
Цветки крупным планом. Мауи, Гавайи
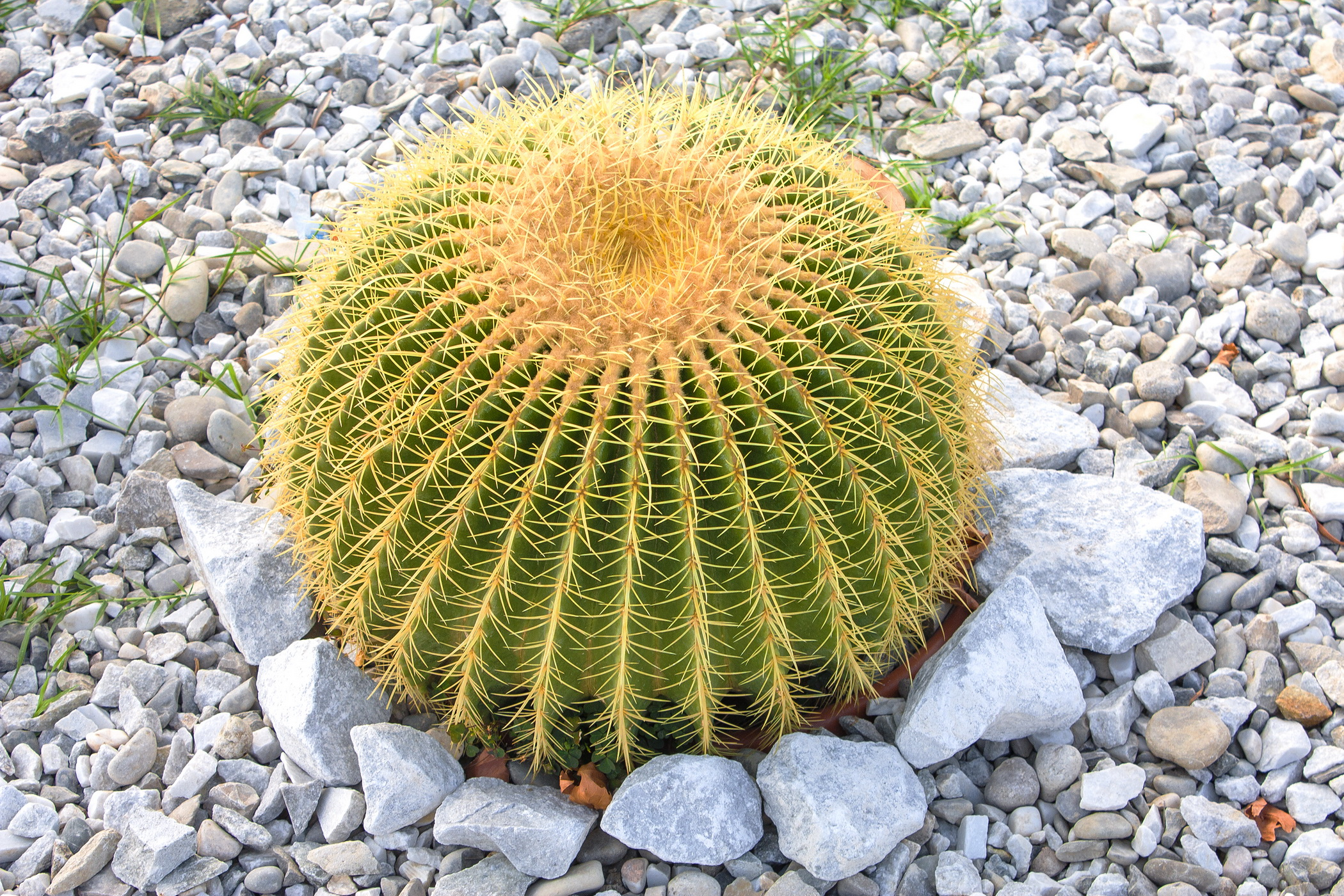
Приморский парк, г. Баку, Азербайджан
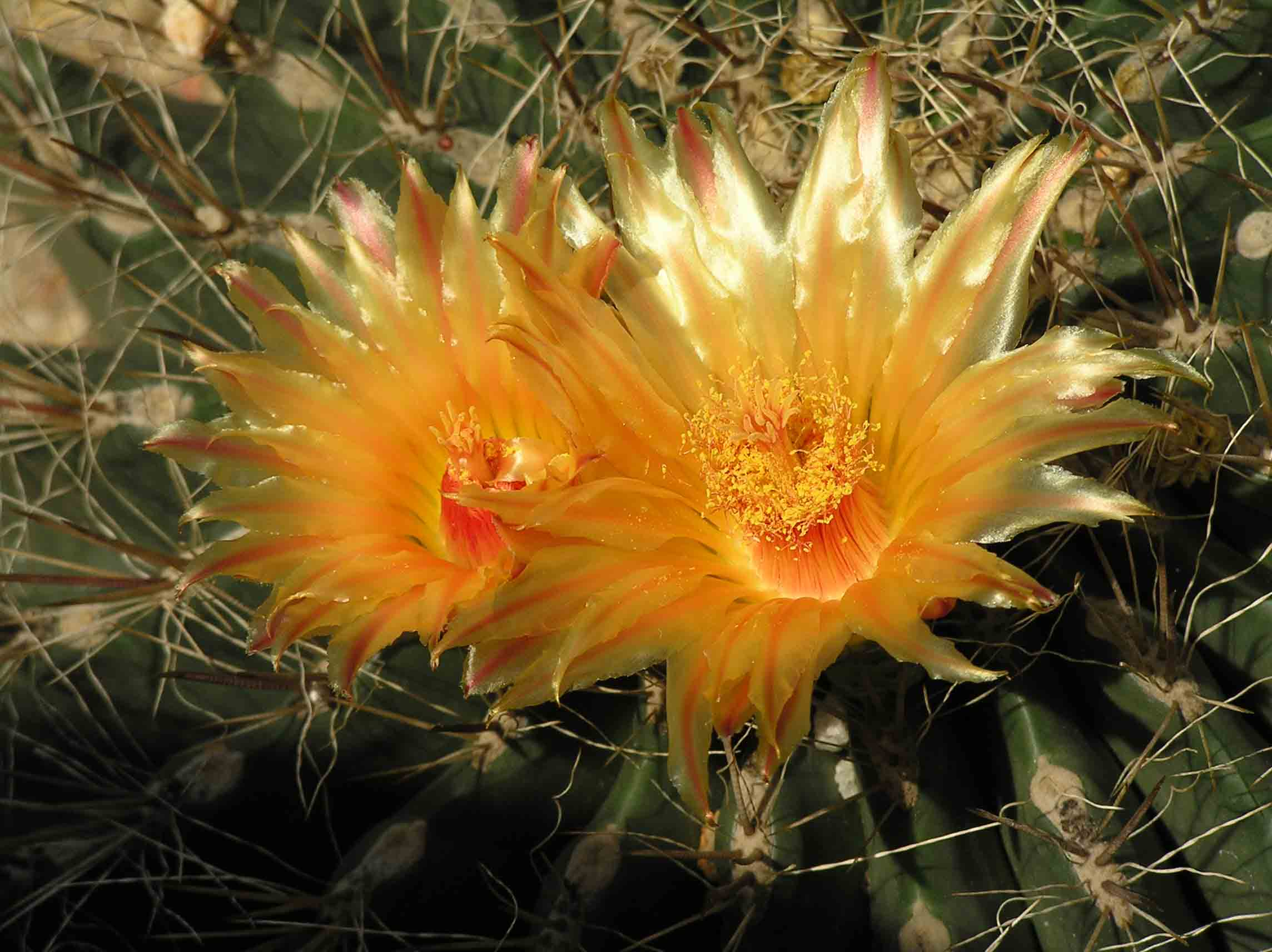
Белоколючковая форма. Цветки крупным планом. Гонконг